# Amstrad CSD
Amstrad CSD (CSD) је професионални рачунар фирме Амстрад (Amstrad) који је почео да се производи у Уједињеном Краљевству током 1990. године.
Користио је Zilog Z80A микропроцесорску јединицу а RAM меморија рачунара је имала капацитет од 64 Kb. 

## Детаљни подаци
Детаљнији подаци о рачунару CSD су дати у табели испод.
|                       |                                                             |
| [ 1 ]                 |                                                             |
| Произвођач            | Амстрад                                                     |
| Тип                   | професионални рачунар                                       |
| Меморија              | 64                                                          |
| Поријекло             | Уједињено Краљевство                                        |
| Година                | 1990                                                        |
| Тастатура             | нема                                                        |
| Процесор              |                                                             |
| Фреквенција процесора | 4                                                           |
| RAM                   | 64                                                          |
| ROM                   | 32 + главни ROM кертриџ                                     |
| Текст                 | није кориштен                                               |
| Графика               | 160 x 200 x 16 боја, 320 x 200 x 4 боја, 640 x 200 x 2 боје |
| Боја                  | 4096 (поздравни екран)                                      |
| Звук                  | 3 стерео гласа, 8 октава +1 канал бијелог шума              |
| Димензије             | непознато                                                   |
| Портови               |                                                             |
| Оперативни систем     |                                                             |